# Socha svatého Jana Křtitele (Lubno)
Barokní pískovcová socha sv. Jana Křtitele s beránkem po pravém boku, dodatečně opatřená zděným ohrazením, tzv. kašnou pocházející z první poloviny 18. století, se nalézá ve vesnici Lubno, místní části města Nechanice v okrese Hradec Králové. Socha s kašnou je od 3. 5. 1958 chráněna jako nemovitá kulturní památka ČR.

## Popis
Socha svatého Jana Křtitele se nalézá v tzv. kašně čtvercového půdorysu, s hladkými stěnami a pískovcovým parapetem. Socha stojí na hranolovém soklu ozdobeném volutami po stranách a zakončeném profilovanou římsou. Na přední straně soklu je vytesán reliéfní alianční erb donátorů sochy (aliance Schaffgotsch - Valdštejnová), pod ním je umístěn nápis: Orodug za nás/ Swatý Jene/ Křtiteli/.
Samotná socha představuje postavu světce v plášti na nahém těle s nakročenou pravou nohou držícího v levé ruce hůl s křížem a pravou rukou přidržujícího beránka stojícího po jeho pravém boku. Kolem hlavy světce je kruhová svatozář.
Socha byla poprvé opravována v roce 1847 a následně v letech 1994–1995.